# Economia di mercato
L'economia di mercato è un sistema economico in cui le decisioni in materia di investimenti, produzione e distribuzione vengono guidate esclusivamente dai segnali di prezzo creati dalle forze della domanda e dell'offerta, tipiche del mercato. La principale caratteristica di un'economia di mercato è l'esistenza di mercati dei fattori che svolgono un ruolo dominante nell'allocazione dei beni capitali e dei beni di produzione.

## Descrizione
Tali economie spaziano da un mercato regolamentato liberamente a sistemi di laissez-faire, dove l'attività statale è limitata alla fornitura di beni e servizi pubblici e alla salvaguardia della proprietà privata, a forme interventiste dove il governo si impegna a correggere i fallimenti del mercato e a promuovere il benessere sociale. Le economie di stato o dirigiste sono quelle in cui lo stato svolge un ruolo direttivo nel guidare lo sviluppo generale del mercato attraverso politiche industriali o di pianificazione indicativa (la cui guida tuttavia sostituisce il mercato per la pianificazione economica), una forma a volte indicata come economia mista.
Tali economie sono anche in contrasto con le economie pianificate in cui le decisioni di investimento e produzione sono incorporate in un piano economico integrato a livello economico. In un'economia pianificata, la pianificazione economica è il principale meccanismo di allocazione tra le imprese piuttosto che i mercati, con i mezzi di produzione dell'economia posseduti e gestiti da un singolo corpo organizzativo.